# Òpera Nacional Romanesa de Bucarest
Òpera Nacional Romanesa de Bucarest (en romanès: Opera Naţională București) és una de les quatre companyies nacionals d' òpera i ballet de Romania. L'empresa té la seu a Bucarest, prop del barri de Cotroceni.

## Història
El 1877, la regulació del govern romanès va estipular la formació d'una companyia d'òpera sota els auspicis del Teatre Nacional Romanès. El 8 de maig de 1885, la Compania Opera Română va fer la seva primera actuació. El compositor, director d'orquestra, cantant i professor romanès George Stephănescu (1843-1925) va ser el director fundador d'aquesta companyia. El 1921, l'empresa es va constituir formalment com una institució independent, amb un finançament posterior que oscil·lava entre el finançament directe del govern i el finançament de particulars. La primera producció de la companyia recentment formalitzada va ser de Lohengrin de Wagner, dirigida per George Enescu.
L'any 1953 es va construir un nou teatre d'òpera i ballet per a dos festivals internacionals que van tenir lloc el juliol i l'agost de 1953, el Tercer Congrés Mundial de la Joventut i el quart Festival Mundial de la Joventut i els Estudiants. Aquest edifici, amb una capacitat de 952 seients i dissenyat per Octav Doicescu i Paraschiva Iubu, es va convertir en el nou lloc de representació de l'Òpera Romanesa. La companyia d'òpera va oferir la seva primera representació en aquest teatre el 9 de gener de 1954, La reina de piques de Txaikovski. L'endemà a la nit va tenir lloc la primera representació de ballet de la companyia al mateix teatre, de Coppélia.
El juliol de 2021, la companyia va anunciar el nomenament d'Eitan Schmeisser com a proper director artístic.